# Выговский, Алексей Олегович
Алексей Олегович Выговский (род. 6 июня 1986, Владивосток, Приморский край, РСФСР, СССР) — российский серийный отравитель. В 2011 году был признан виновным в 30 умышленных отравлениях из корыстных побуждений, 15 из них — со смертельным исходом, и приговорён к 22 годам и 3 месяцам лишения свободы. В 2023 году был признан виновным ещё в 44 отравлениях, 22 из них — со смертельным исходом, вследствие чего срок увеличился на 3 месяца, составив 22,5 года лишения свободы.

## Биография

### Детство и юность
Алексей Выговский родился в 1986 году во Владивостоке в благополучной семье. Мать будущего убийцы работала в правоохранительных органах. Тем не менее уже в детстве Выговский стал трудным ребёнком, в 7 лет он в первый раз убежал из дома, однако вскоре был найден и возвращён в семью, впоследствии Выговский ещё несколько раз повторял побеги. В школе Алексей был необщительным, с одноклассниками практически не контактировал, учился посредственно, учителя отмечали его замкнутость и нелюдимость. Помимо этого, Выговский с ранних лет промышлял кражами денег и малоценных вещей, сначала у родителей, а затем у одноклассников. В 14 лет во время очередного побега из дома ему удалось самостоятельно доехать до Москвы, где Выговский устроился продавцом пирожков в вокзальный ларёк и прибился к компании подростков из неблагополучных семей промышлявших попрошайничеством и кражами.
Однако в 2002 году 16-летнего Выговского задержали при попытке совершения очередной кражи и впоследствии приговорили к 1 году лишения свободы. После выхода на свободу родители Алексея, приехав за ним, забрали сына во Владивосток, где под их давлением он поступил в Дальневосточный государственный университет путей сообщения. Тем не менее в мае 2004 года он вновь сбежал в Москву, где прожил до конца лета 2005 года, добывая деньги карманными кражами. В сентябре 2005 года Выговский вернулся во Владивосток, где к тому моменту был отчислен из учебного заведения, и устроился продавцом в спортивный магазин, однако всего через неделю Выговский был пойман с поличным при попытке хищения денежных средств и приговорён к исправительно-трудовым работам. После отбытия наказания будущий убийца вновь уехал в Москву, где вскоре познакомился с девушкой по имени Анастасия, с которой начал сожительствовать, солгав ей, что работает консультантом в салоне сотовой связи.

### Серия отравлений
В то же самое время Выговский, продолжая добывать деньги кражами, по собственному признанию, вскоре разочаровался в этом рискованном и малоэффективном способе заработка и придумал иную схему преступлений, решив усыплять своих жертв с помощью фляжки, в которой смешивал спиртное и сильнодействующие медицинские препараты, как правило, снотворного типа. По новой схеме для совершения преступления Выговский подыскивал среди пассажиров метро и пригородных электричек людей, как правило, уже находившихся в состоянии опьянения, после чего подсаживался к ним и завязывал непринуждённую беседу, в ходе которой предлагал попутчику выпить из своей фляги. В некоторых случаях, чтобы притупить бдительность жертв, Выговский также якобы делал глоток из фляги. Когда жертва теряла сознание, преступник обыскивал её, забирая все деньги и ценности, после чего уходил, не проверяя — жив человек или нет. Если жертвы оставались в живых, то, как правило, мало что помнили.
14 января 2006 года первой жертвой Алексея Выговского стал пассажир электрички, с которым Выговский познакомился на Казанском вокзале. После того, как потерпевший потерял сознание, Выговский спокойно обокрал его и покинул место преступления. У мужчины оказалось слабое сердце, из-за чего он скончался, так и не придя в себя, в результате острой сердечной недостаточности. Несмотря на то, что смерть первой жертвы Выговского изначально классифицировали как подозрительную, так как в крови было обнаружено сочетание алкоголя и сильнодействующего медицинского препарата, а на камерах видеонаблюдения одного из банкоматов, установленных недалеко от вокзала, был запечатлён молодой человек, снимающий деньги с банковской карты погибшего, смерть всё же признали несчастным случаем, якобы умерший сам запил снотворное алкоголем, но не рассчитал дозу и скончался.
19 января 2006 года Выговского вновь задержали при совершении кражи и приговорили к полутора годам лишения свободы, в июле 2007 года он был освобождён. Выйдя на свободу, Выговский совместно с двумя другими бывшими заключёнными, 23-летним Ильёй Трубановым и 37-летним Шухратом Джураевым, снял квартиру в подмосковной Дрезне, также предложил им поучаствовать в совместных грабежах, на что они дали своё согласие. После чего роль Трубанова и Джураева стала заключаться в поиске подходящей жертвы в пригородных электричках, следовавших через Казанский и Курский вокзалы, к которой затем подсаживался якобы не знакомый с ними Выговский. Пока Выговский беседовал с жертвой и опаивал её из фляжки, соучастники следили за окружающей обстановкой, после чего делили награбленное на троих, но периодически Выговский всё же оставлял большую часть денег себе.
Вскоре преступления стали приносить доходы от нескольких десятков до нескольких сотен тысяч рублей в день, в результате чего Выговский приобрёл автомобиль Toyota 4Runner, а своей девушке Анастасии начал преподносить во множестве дорогие подарки. Одной из жертв преступников летом 2008 года стал 30-летний мастер спорта Максим Пахомушкин. Кроме того, от рук отравителя 12 ноября 2007 года скончался сотрудник Министерства обороны РФ 40-летний полковник Игорь Несолёный.

### Арест, следствие и суд
Вскоре из-за череды подозрительных смертей и серьёзных отравлений среди пассажиров пригородных электричек милиция начала расследование. По показаниям одной из выживших и не потерявших память жертв Выговского следователям удалось получить приблизительное описание преступника, вскоре по камерам видеонаблюдения он был обнаружен и 2 марта 2009 года задержан на Курском вокзале. При обыске у Выговского была обнаружена фляга со смесью алкоголя и сильнодействующего медицинского препарата, а также украденные вещи очередной жертвы. 
Преступник пытался отрицать свою причастность к грабежам и убийствам, сказав следователям, что якобы данную смесь из фляги пьёт, так как страдает от бессонницы, тем не менее ему не поверили. Проверив камеры слежения в банкоматах, находящихся на Курском и Казанском вокзалах, следствие установило множественные факты обналичивания банковских карт погибших людей Выговским или его сообщниками, после чего они также были задержаны. Убийца начал давать показания, признавшись в общей сумме в 28 нападениях, жертвами которых стали 32 человека. 17 из них скончались и 15 выжили, однако некоторые, получив серьёзный вред здоровью, остались инвалидами. Во время следствия в СИЗО скончался и один из сообщников Выговского — Илья Трубанов. На суде, начавшемся осенью 2011 года, Выговский не раскаялся в содеянном, а в последнем слове заявил, что жалеет лишь о том, что его поймали. В конечном итоге 29 декабря 2011 года Раменский городской суд признал 25-летнего Алексея Выговского виновным в совершении 15 непредумышленных убийств путём отравления и 15 случаях нанесения тяжкого вреда здоровью и приговорил к 22 годам и 3 месяцам лишения свободы. Его 40-летний сообщник Шухрат Джураев был признан виновным в соучастии в преступлениях и 2 случаях непредумышленного убийства путём отравления и приговорён к 15 годам лишения свободы.

### Новое уголовное дело
В 2023 году Выговский признался ещё в 44 эпизодах отравлений, совершённых в 2007—2008 годах, 22 из которых были со смертельным исходом.
19 сентября 2023 года Раменский городской суд признал Выговского виновным по всем пунктам предъявленных обвинений и приговорил его к 22,5 годам лишения свободы, увеличив срок наказания на 3 месяца. Таким образом, отравитель выйдет на свободу не раньше 2031 года. Ведь часть назначенного ранее срока он уже отсидел, а новый, как пояснил обвинитель, следует считать с 2009 года, когда Алексея Выговского задержали.

## В массовой культуре
- Документальный фильм «Опасный попутчик» из цикла «Честный детектив» (2010)[10]
- Документальный фильм «Билет в один конец» из цикла «Доказательства вины» (2010)
- Документальный фильм «Зловещий пассажир» из цикла «Следственный комитет» (2013)
- Документальный фильм «Глоток смерти» из цикла «Криминальная Россия. Развязка» (2014)[11]
- Документальный фильм «Станция «СМЕРТЬ». Дело московского отравителя» из цикла «Маньяки» (2020)[12]